# Syspira jimmyi
Espèce
Syspira jimmyi est une espèce d'araignées aranéomorphes de la famille des Miturgidae.

## Distribution
Cette espèce est endémique de République dominicaine. Elle se rencontre dans les provinces de La Vega, de Peravia et de San José de Ocoa.

## Description
Le mâle holotype mesure 9,5 mm et la femelle paratype 9,7 mm.

## Étymologie
Cette espèce est nommée en l'honneur de Jimmy Cabra.

## Publication originale
- Brescovit, Sánchez-Ruiz & Bonaldo, 2018 : « On the spider genus Syspira Simon, 1895 (Araneae: Miturgidae) in the Caribbean: four new species from Dominican Republic. » Zootaxa, no 4370(1), p. 57-76.